# 루이스 리처드슨 (권투 선수)
루이스 리처드슨(영어: Lewis Richardson, 1997년 6월 4일~)은 잉글랜드의 권투 선수이다. 2024년 하계 올림픽 웰터급에서 동메달을 획득했다.